# Luna Lodge
Le Luna Lodge est un ancien motel américain à Albuquerque, dans le comté de Bernalillo, au Nouveau-Mexique. Construit en 1949 dans le style Pueblo Revival, il est inscrit au New Mexico State Register of Cultural Properties depuis le 3 avril 1998 ainsi qu'au Registre national des lieux historiques depuis le 11 juin 1998. Il a depuis été transformé en immeuble d'habitation.